# Андреевский сельсовет (Александровский район)
Андреевский сельсовет — административная-территориальная единица, существовавшая в составе Андреевской волости Александровского уезда Владимирской губернии, Александровского района Владимирской области России.

## История
Образован в 1920-х годах в составе Андреевской волости Александровского уезда Владимирской губернии. С 1929 года в составе Александровского района Александровского округа Ивановской Промышленной области, с 1944 года в составе Владимирской области. В 1948 году после упразднения Александровского района Андреевский сельсовет был передан в состав пригородной зоны города Александрова. В 1959 году в сельсовет передана территория упразднённого Поречского сельсовета. С 1963 года сельсовет в составе Струнинского сельского района, с 1965 года — вновь в составе Александровского района. В 1969 году в результате разукрупнения был образован Новоселковский сельсовет, просуществовавший до 1975 года.
Упразднён в 1998 году путем преобразования в Андреевский сельский округ.
16 мая 2005 года в соответствии с Законом Владимирской области № 61-ОЗ. Было образовано Андреевское сельское поселение, куда вошли территории бывших сельских советов: Андреевского, Годуновского, Долгопольского, Елькинского и Майского.